# Bonneuil-Matours
Bonneuil-Matours är en kommun i departementet Vienne i regionen Nouvelle-Aquitaine i västra Frankrike. Kommunen ligger i kantonen Vouneuil-sur-Vienne som tillhör arrondissementet Châtellerault. År 2022 hade Bonneuil-Matours 2 096 invånare.

## Befolkningsutveckling
Antalet invånare i kommunen Bonneuil-Matours
| Referens: INSEE |